# Љутаје
Љутаје је насеље у Србији у општини Сјеница у Златиборском округу. Према попису из 2022. било је 50 становника (према попису из 1991. било је 116 становника).

## Демографија
У насељу Љутаје живи 54 пунолетна становника, а просечна старост становништва износи 30,0 година (26,1 код мушкараца и 34,8 код жена). У насељу има 18 домаћинстава, а просечан број чланова по домаћинству је 4,89.
Ово насеље је великим делом насељено Бошњацима (према попису из 2002. године).
|  |

| Демографија | Демографија | Демографија |
| Година      | Становника  | Становника  |
| ----------- | ----------- | ----------- |
| 1948.       | 138         |             |
| 1953.       | 151         |             |
| 1961.       | 164         |             |
| 1971.       | 127         |             |
| 1981.       | 124         |             |
| 1991.       | 116         | 111         |
| 2002.       | 88          | 112         |

| Етнички састав према попису из 2002.‍ | Етнички састав према попису из 2002.‍ | Етнички састав према попису из 2002.‍ | Етнички састав према попису из 2002.‍ | Етнички састав према попису из 2002.‍ |
| ------------------------------------ | ------------------------------------ | ------------------------------------ | ------------------------------------ | ------------------------------------ |
|                                      |                                      |                                      |                                      |                                      |
| Бошњаци                              | Бошњаци                              |                                      | 81                                   | 92,04%                               |
| Срби                                 | Срби                                 |                                      | 6                                    | 6,81%                                |
| непознато                            | непознато                            |                                      | 0                                    | 0,0%                                 |

| Година пописа     | 1948. | 1953. | 1961. | 1971. | 1981. | 1991. | 2002. |
| ----------------- | ----- | ----- | ----- | ----- | ----- | ----- | ----- |
| Број домаћинстава | 21    | 22    | 26    | 27    | 26    | 22    | 18    |

| Број чланова      | 1 | 2 | 3 | 4 | 5 | 6 | 7 | 8 | 9 | 10 и више | Просек |
| ----------------- | - | - | - | - | - | - | - | - | - | --------- | ------ |
| Број домаћинстава | 2 | 2 | 0 | 1 | 6 | 2 | 4 | 1 | 0 | 0         | 4,89   |

| Пол    | Укупно | Неожењен/Неудата | Ожењен/Удата | Удовац/Удовица | Разведен/Разведена | Непознато |
| ------ | ------ | ---------------- | ------------ | -------------- | ------------------ | --------- |
| Мушки  | 28     | 7                | 20           | 0              | 0                  | 1         |
| Женски | 29     | 1                | 24           | 4              | 0                  | 0         |
| УКУПНО | 57     | 8                | 44           | 4              | 0                  | 1         |

| Пол    | Укупно                    | Пољопривреда, лов и шумарство | Рибарство                            | Вађење руде и камена | Прерађивачка индустрија       |
| ------ | ------------------------- | ----------------------------- | ------------------------------------ | -------------------- | ----------------------------- |
| Мушки  | 22                        | 17                            | 0                                    | 0                    | 3                             |
| Женски | 21                        | 20                            | 0                                    | 0                    | 0                             |
| УКУПНО | 43                        | 37                            | 0                                    | 0                    | 3                             |
| Пол    | Производња и снабдевање   | Грађевинарство                | Трговина                             | Хотели и ресторани   | Саобраћај, складиштење и везе |
| Мушки  | 0                         | 0                             | 0                                    | 0                    | 1                             |
| Женски | 0                         | 0                             | 0                                    | 0                    | 0                             |
| УКУПНО | 0                         | 0                             | 0                                    | 0                    | 1                             |
| Пол    | Финансијско посредовање   | Некретнине                    | Државна управа и одбрана             | Образовање           | Здравствени и социјални рад   |
| Мушки  | 0                         | 0                             | 0                                    | 0                    | 0                             |
| Женски | 0                         | 0                             | 0                                    | 0                    | 1                             |
| УКУПНО | 0                         | 0                             | 0                                    | 0                    | 1                             |
| Пол    | Остале услужне активности | Приватна домаћинства          | Екстериторијалне организације и тела | Непознато            | Непознато                     |
| Мушки  | 1                         | 0                             | 0                                    | 0                    | 0                             |
| Женски | 0                         | 0                             | 0                                    | 0                    | 0                             |
| УКУПНО | 1                         | 0                             | 0                                    | 0                    | 0                             |